# Hjemmefronten (dokumentarfilm)
 For alternative betydninger, se Hjemmefronten. (Se også artikler, som begynder med Hjemmefronten)
Hjemmefronten er en dansk dokumentarfilm.

## Handling
Når en soldat sendes ud, påvirkes hele familien. I filmen møder seerne en stribe pårørende, der er veteraner fra hjemmefronten. De har stået midt i det - mange af dem flere gange. Her giver de erfaringer og tanker videre. Om stort og småt og forbudte følelser. Det er svært, når soldaten skal af sted, men kan være lige så svært, når soldaten kommer hjem igen.